# Alejandro Arias
Alejandro Arias (23 de agosto de 1992 en Chicago, Illinois) es un jugador de basketball. Hijo de Rigoberto Arias Ahuat y Marlene Beatriz Serrano, quienes también tienen antecedentes en el mismo deporte. Alejandro, a los 3 años se instaló junto a su familia en El Salvador, de donde son originarios sus padres y sus dos hermanos. A los 14 años regresó durante un período a Chicago, completó sus estudios y jugó dos temporadas en el Varsity.  
Forma parte de la Selección de baloncesto de El Salvador. 
Radicó en Argentina, pero previamente recibió una beca para estudiar en la Universidad de Mayagüez de Puerto Rico y en paralelo se desempeñó en la National Collegiate Athletic Association (NCAA). En Argentina, jugó dos años con el Club Juventud Unida de Cañuelas.
Actualmente, forma parte de la Selección de baloncesto de El Salvador.